# Площа Коліївщини (Львів)
Пло́ща Колії́вщини — одна з найменших площ у Львові. Розташована в історичному центрі міста, між вулицями Братів Рогатинців та Староєврейською. Посеред площі — скверик. Довжина площі становить близько 30 м, ширина 23 м.

## Історія
Площа розташована на території колишньої єврейської дільниці у тодішній південно-східній частині Львова. Тоді межами дільниці зі сходу була стіна міського арсеналу, з півдня — міські мури. На заході кварталу теж стояла стіна, яка захищала його від вулиці Шкоцької (нині — вулиця Сербська), а з півночі район відмежовувався тильними частинами будинків, що на вулиці Руській.
Окремо територія площі з'явилася у ранній австрійський період після того, як на місці розібраних міських мурів проклали вулицю Нову (нині вулиця Братів Рогатинців). Посеред площі є залишки старої криниці, викопаної близько XVII століття. Криниця часто була причиною дуже серйозних конфліктів у Львові. Через важку доступність води аби її видобути, доводилося копати дуже глибоко. Коли ж діставалися до води, то часто вона була не придатною для споживання. Криниця, що на площі Коліївщини, попри те, що була викопана на найвищій точці середньовічного Львова, забезпечувала водою всю дільницю. Вона була необхідною для функціювання мікв — ритуальних лазень.
Так, одного разу, коли магістрат Львова підняв ціну до 380 злотих на рік замість 80, єврейська громада відмовилася платити і влада перекрила доступ до води, що у кінцевому результаті призвело до того, що мешканці єврейської дільниці почали ходити на площу Ринок, аби там набрати води. Проти цього протестували мешканці Ринку. Почалися суперечки та сварки, що переважно переростали в бійки, та ув'язнення представників єврейської громади.

## Назва
- Початок XIX століття — 1871 рік — площа Жидівська, оскільки розташовувалася в межах єврейської дільниці[6].
- 1871 — 1943 роки — площа Векслярська[7] (від нім. wechsel — обмінювати). У тодішній єврейській дільниці було досить багато обмінників. Юдеї давали гроші під відсотки, а для того, щоби гроші поверталися вчасно, підписували відповідний фінансовий документ — вексель.
- 1943 — липень 1944 року — Векслапляц[7].
- липень 1944 — 1950 роки — площа Векслярська, повернена передвоєнна назва[8].
- від 1950 року, сучасна назва — площа Коліївщини[9], на згадку про Коліївщину — козацько-селянське національно-визвольне повстання в Правобережній Україні у 1768—1769 роках[4].

Нині стоїть питання перейменування площі, ймовірно повернення історичної назви — площа Векслярська. Тривають дискусії, під час яких сподіваються дійти спільної думки.

## Забудова
Забудова єврейської дільниці у XVIII—XIX століттях була в основному дерев'яною або частково кам'яною, що було причиною частих пожеж. Пожежі виникали переважно під час шабату, тобто в ніч із п'ятниці на суботу. Ортодоксальним євреям у суботу заборонялося що-небудь робити, навіть грубку ропалювати, тому вони намагалися залишити вогонь у печі на ніч. Пожежі призводили до постійних перебудов дільниці. Нині на площі не збереглося жодної будівлі з часів єврейської дільниці. Нинішня забудова площі, в якій використані стилі класицизм та сецесія, датується XIX—початком XX століття.
До площі Коліївщини приписаний лише один будинок, що має № 1 — чотириповерхова чиншова кам'яниця, споруджена наприкінці XVIII століття на фундаментах двох давніших ренесансних кам'яниць — Коркесівської та Іцка Броцького. Зберігає риси стилю Nutzbau та модернові стильові елементи часу перебудови 1912 року. Нині власницею будинку є Олена Біліченко, на партері діє кав'ярня «Меделін». Над вхідним порталом будинку досі видніється старий напис адреси — «pl. Wekslarski». Будинок внесений до Реєстру пам'яток архітектури місцевого значення під охоронним № 940-м.

## Сьогодення
12 лютого 2020 року Львівська міська рада підписала меморандум про співпрацю з єврейськими організаціями для збереження культурної спадщини. Угода передбачає реконструкцію площі Коліївщини з відтворенням її історичних елементів. У грудні того ж року на площі Коліївщини розпочали археологічні розкопки на ділянці площею 12м², що тривали близько двох тижнів. Вдалося розкопати суцільний завал готичної цегли. Навесні 2021 року археологічні розкопки поновилися. Археологи натрапили на фундаменти Гейслерівської кам'яниці і внутрішнього дворику, замощеного камінням, що не збереглися до нашого часу. Також на глибині 2,4 м виявили мощення з колотого каміння зі слідами пожежі, яке могло бути підлогою пивниці. Усі знахідки датуються XVIII—XIX століттями.
По закінченню археологічних розкопок розпочато капітальний ремонт території площі Коліївщини. На ці роботи Львівська міська рада виділила 3,6 млн грн.. До кінця серпня 2021 року планують завершити усі ремонтні роботи. Виконана значна частина робіт по мощенню: хідники та тротуари з обох сторін площі відновлено та встановлено нове гранітне покриття. У новому мощенні виконано трасування мурів кам'яниць, що колись були зведені на цій площі, та межового Високого муру. Також змонтовано чашу фонтану, що імітуватиме автентичну криницю середини XIX століття. Над проєктом нової інтерпретації криниці працювала команда Центру міської історії Центрально-Східної Європи спільно з істориками з різних країн тa львівськими гідами. Нa цямрині криниці на їдиш, польською тa українською мовами викарбувано вибрані iмeнa, професії львів'ян тa львів'янок, які мешкали довкола площі з кінця XIX століття й до 1939 року тa були записані y адресні книги різних років. По периметру площі також використано історичну бруківку, яка була тут раніше. Буде проведене озеленення площі, тобто висаджено різноманітні кущі та дерева: глід, грушу, троянду, бруслину, тощо. Раніше площа була погано освітлена у нічний час, тому прийняте рішення розмістити сім нових вуличних ліхтарів. Також розташовано об'єкти вуличної інфраструктури, відмовилися від традиційних лавок, натомість змонтували стільці.
30 липня 2021 року на засіданні виконкому Львівської міської ради затвердили перелік архітектурних об'єктів, на яких встановлять інформаційні таблиці в межах проєкту «ReHERIT: спільна відповідальність за спільну спадщину». Ознаковано дев'ять будівель колишньої єврейської дільниці у середмісті Львова, а на площі Коліївщини встановили інформаційний пілон. Проєктом реконструкції займалася ПП «Науково-виробнича фірма «Рутенія». Відкриття оновленої площі Коліївщини відбулося 12 вересня 2021 року.